# إيراكلي شيكيلادزه
ايراكلي شيكيلادزي (17 سبتمبر 1992 بتبليسي في جورجيا - ) هو لاعب كرة قدم جورجي في مركز الهجوم. شارك مع منتخب جورجيا تحت 17 سنة لكرة القدم ومنتخب جورجيا تحت 19 سنة لكرة القدم ومنتخب جورجيا تحت 21 سنة لكرة القدم. أما مع النوادي، فقد لعب مع نادي إمبولي ونادي سودتيرول ولاتينا كالتشيو وDinamo Zugdidi ‏ وAC Tuttocuoio 1957 San Miniato ‏.

## وصلات خارجية
- ايراكلي شيكيلادزي على موقع الاتحاد الأوربي (الإنجليزية)
- ايراكلي شيكيلادزي على موقع قاعدة بيانات كرة القدم.إي يو (الإنجليزية)
- ايراكلي شيكيلادزي على موقع Soccerway.com (الإنجليزية)